# Dombeya cymosa
Dombeya cymosa és una espècie de planta de la família de les malvàcies originària d'Àfrica. Prolifera als marges dels boscos o al bosc on hi ha una humitat per sobre de la mitjana, i un cert grau d'ombra. Es distribueix per Malawi, Moçambic, Zimbàbue, Uganda, Kenya, Sud-àfrica, Eswatini i Tanzània.

## Morfologia
És un arbust o un petit arbre que arriba a mesurar fins a 8 m d'alçada, només ocasionalment pot arribar a 10m. Creix en matollars a prop de la costa o més cap a l'interior, en vall de sabana, també en bosc de ribera i rierols.
L'escorça blanquinosa d'un color pàl·lid, d'un color crema o marró suau, el qual passa a enfosquir-se amb el temps.
Les fulles són ovades, 3-7 x 2-6 cm, a vegades lobades, de 5 a 7 venes que surten des de la base, finament texturitzades, gairebé sense pèl, són d'un color verd fort les quals es tornen vermelloses cap a la tardor. De la tercera part superior es van estrenyent progressivament cap a l'àpex. Amb els marges fistonats. Peciolades. Les flors són de color blanc, d'uns 1,3 cm de diàmetre, es disposen axilarment en raïms grans i desprenen un perfum endolcit. el fruit és una petita càpsula d'uns 4mm de diàmetre cobert de petits pèls cobert pels pètals marrons oxidats i secs.